# 长沙市广播电视台

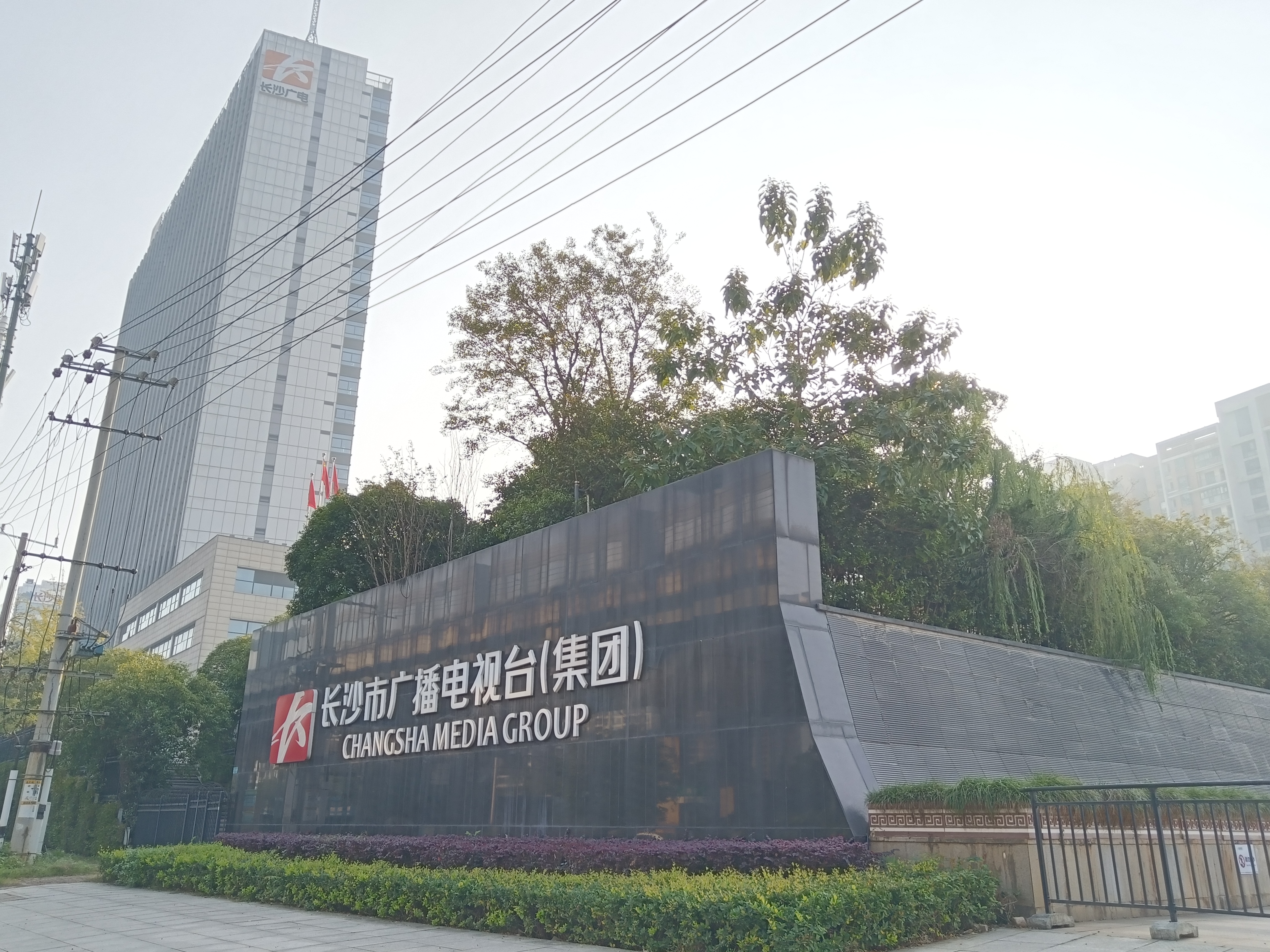
长沙市广播电视台本部

长沙市广播电视台及其台属企业长沙广播电视集团有限公司（英语：Changsha Media Group, CMG），简称长沙广电，是中华人民共和国湖南省长沙市的一家综合性媒体集团，其中长沙市广播电视台为长沙市人民政府直属事业单位，成立于2003年1月25日，前称长沙广播电视集团。长沙广电业务涵盖广播、电视、新媒体、影视制作、有线网络、剧院等，拥有5个电视频道、4个广播频率，以及中广天择（上市公司）、国安网络、田汉大剧院等单位，员工2000多名。

## 历史

### 电视服务
长沙电视台于1984年3月开始筹建，同年12月24日第一次试播，次年春节第二次试播，1985年5月1日正式开播。1988年2月14日，长沙台在岳麓山建成88米高的旅游电视发射塔，5月1日投入使用，人口覆盖率62％。当时，长沙、望城县的大部分地区，浏阳、宁乡县的少数地区及毗邻长沙市的地方均能清晰地收看到长沙电视台节目。
1992年1月20日，长沙电视台开播第二套节目，以经济节目为主要内容，并重播第一套节目中的《长沙新闻》和转播中央电视台当天的《新闻联播》。
1998年，长沙市广播电视局实现“局台一体、中心整合、频道（媒体）运作”，长沙市广播电视局、长沙人民广播电台、长沙电视台为一个机构多块牌子。1999年，该台4个电视频道相继定位为新闻综合频道、政法频道、女性频道、影视娱乐频道，其中政法频道是中国大陆第一个政法类专题频道，推出以现场报道为主的新闻节目《政法报道》、新闻专题节目《政法大视野》、播出庭审实况的《法庭直播》和谈话类节目《方圆之间》等自办节目。而女性频道也是中国大陆第一家以“女性”命名的专业电视频道，当年5月1日，长沙电视台在湖南各地市电视台率先实现新闻直播。
2001年，广播电视新闻中心、社教文体中心撤销，确立频道总监负责制，实行“政事分开、媒体运作、产业化经营”的管理模式。2003年1月25日，长沙广播电视集团挂牌成立，是中国大陆第三家省会城市广电集团。集团成立后，长沙市所辖各县（市）广播电视资产纳入长沙广播电视集团统一经营管理，各县（市）一般不再办电视频道，县（市）局的采编部门改编为记者站。
2024年3月，长沙广播电视台女性频道、影视娱乐频道停止播出，合并组建长沙电视台文旅频道。

### 广播服务
1950年11月1日，当时的湖南人民广播电台以长沙人民广播电台为台号，开办一套面向长沙市区的节目，是长沙人民广播电台的前身。1953年2月10日停办，1958年6月9日恢复播音，初与湖南人民广播电台合署办公，8月下旬独立成立编辑部。根据国务院批转中央广播事业局“关于全国广播事业调整方针和精简工作的报告”精神，该台于1962年5月5日再次停播。
1976年6月9日，湖南省革命委员会决定重建长沙人民广播电台，于1981年1月1日恢复播音。1993年8月5日，该台实行板块式节目的改革，更改呼号为长沙人民广播电台星沙之声。
1995年1月28日，长沙人民广播电台音乐频道开播。1998年，配合市广电局改革，该台星沙之声、音乐频道整体划属广播综合节目中心管理，对外呼号不变。2001年初，星沙之声、音乐频道改实行频道总监负责制。

## 下属频道

### 电视频道
| 頻道名稱     | 语言   | 广播格式                    | 啟播時間      | 频道前身                                                                                            | 備註                                                       | 備註 |
| 新闻综合频道 | 普通話 | SD: PAL 576i 16:9 HD：1080i | 1985年5月1日  | 长沙电视台 长沙电视台新闻频道                                                                       | 长沙市第一個無線電視頻道，現時以新聞、時事、專題類節目為主 |      |
| 政法频道     | 普通話 | SD: PAL 576i 16:9 HD：1080i | 1992年1月20日 | 长沙电视台第二套节目                                                                                | 法律资讯專業頻道                                           |      |
| 文旅频道     | 普通話 | SD: PAL 576i 16:9 HD：1080i | 2024年5月19日 | 前女性频道：长沙有线电视一台 前影视频道：长沙有线电视二台→长沙电视台影视娱乐频道→长沙电视台经贸频道 |                                                            |      |
| 嘉丽购物频道 | 普通話 | SD: PAL 576i 16:9 HD：1080i | 2010年        | | 长沙、株洲、湘潭三地电视台合办                             |      |
| 移动电视频道 | 普通話 | SD: PAL 576i 4:3            | 2014年        | | 在长沙公交（部分）、地铁、磁浮快线上播出                   |      |

### 广播频率
| 頻道名稱     | 语言   | 频道频率 | 啟播時間     | 频道前身                                  | 備註                                                                   |
| 新闻广播     | 普通話 | FM105.0  | 1981年1月1日 | 长沙人民广播电台 长沙人民广播电台星沙之声 | 以新聞為主，集新聞性、公益性、服務性、監督性為一體的頻率               |
| 交通广播     | 普通話 | FM106.1  |              |                                           | 主要為駕車人士服務的頻率，提供路況播報、生活資訊及服務類節目的广播频率 |
| 城市之声广播 | 普通話 | FM101.7  |              |                                           | 以生活資訊及服務類節目为主的广播频率                                   |
| 音乐广播     | 普通話 | FM88.6   |              |                                           | 主要提供文學、音樂、娛樂節目的广播频率                                 |

## 旗下业务及公司
长沙广电旗下拥有中广天择（上市公司）、国安网络（与中信国安合资）、田汉大剧院等单位，该台曾参与拍摄过《雍正王朝》、《走向共和》、《毛泽东》、《长沙保卫战》等电视剧。2007年4月，长沙广电成立中广天择传媒，实现制播分离，先后制作了多档影视剧和节目，2011年业务扩大至卫视频道。
该台旗下拥有“智慧长沙”客户端，其官方新浪微博为“智慧长沙资讯”、微信公众号为“长沙广电”。

## 荣誉
2016年，该台获得广电总局组织的TV地标（2016）中国电视媒体综合实力大型调研榜单“年度最具综合实力城市台”奖项，至2022年仍获得此奖项。